# Sankt-Goarse linie

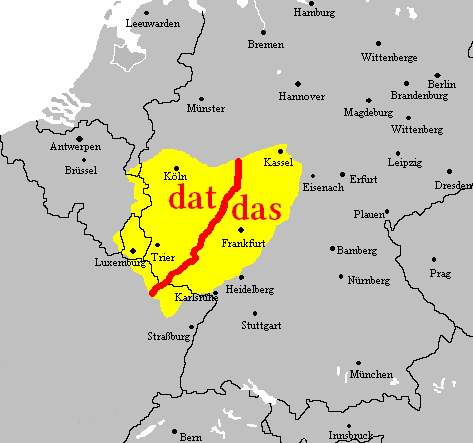
De Sankt-Goarse linie (rood) in het Westmiddelduitse taalgebied (geel)

De Sankt-Goarse linie, in het Duits ook bekend als de das/dat- of was/wat-Linie, en ook wel als Hunsrück-Schranke, is een isoglosse binnen het gebied van de Rijnlandse waaier, die twee Westmiddelduitse dialecten van elkaar scheidt: het westelijke Moezelfrankisch, dat de woorden dat en wat kent, en het oostelijke Rijnfrankisch, dat hiervoor de equivalenten das of des resp. was heeft.

In helderrood: de kruising c.q. samenloop van de Sankt-Goarse linie (of „Hunsrück-Schranke“) en de Benrather linie (of „Eifel-Schranke“)

## Verloop
De Sankt-Goarse linie begint in Lotharingen en loopt van daaruit door Saarland. In Saarland loopt deze isoglosse eerst ten noorden van Saarbrücken van het zuidwesten naar het noordoosten tot aan de Nahe, en dan via Rijnland-Palts dwars over de Hunsrück (vandaar de naam „Hunsrück-Schranke“) om bij Sankt Goar de Rijn te bereiken. Langs Limburg an der Lahn en Dillenburg loopt de Sankt-Goarse linie vervolgens in noordoostelijke richting tot in Noordrijn-Westfalen, waar ze uiteindelijk in de Benrather linie (de Eifel-Schranke) overloopt.

## Achtergrond
Het ontstaan van de Sankt-Goarse linie hangt onder meer samen met politieke en godsdienstige ontwikkelingen. Binnen Saarland hangt het verloop van de linie samen met de historische grens tussen het Prinsbisdom Metz en het Prinsbisdom Trier, en later die tussen het katholieke bisdom Trier en het Graafschap Saarbrücken.